# Spulerina atactodesma
Spulerina atactodesma är en fjärilsart som beskrevs av Lajos Vári 1961. Spulerina atactodesma ingår i släktet Spulerina och familjen styltmalar. Inga underarter finns listade i Catalogue of Life.